# Comté de Morgan (Virginie-Occidentale)
Pour les articles homonymes, voir Morgan et Comté de Morgan.
Le comté de Morgan est un comté des États-Unis situé dans l’État de Virginie-Occidentale. En 2000, la population était de 14 943 habitants. Son siège est Berkeley Springs. Le comté a été créé en 1820 à partir des comtés de Hampshire, et du Berkeley ; et nommé en l'honneur de Daniel Morgan, général pendant la guerre d'indépendance des États-Unis. 
Une importante mine de sable utilisé pour la fabrication de verre se trouve sur le territoire du comté de Morgan.

## Principales villes
- Berkeley Springs
- Paw Paw